# Provincia di Río Negro

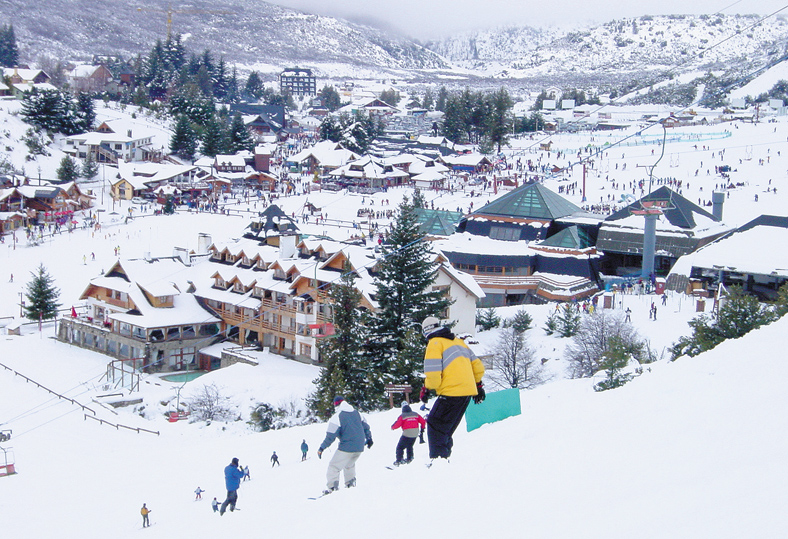
Cerro Catedral, il centro sciistico più sviluppato dell'America Latina.

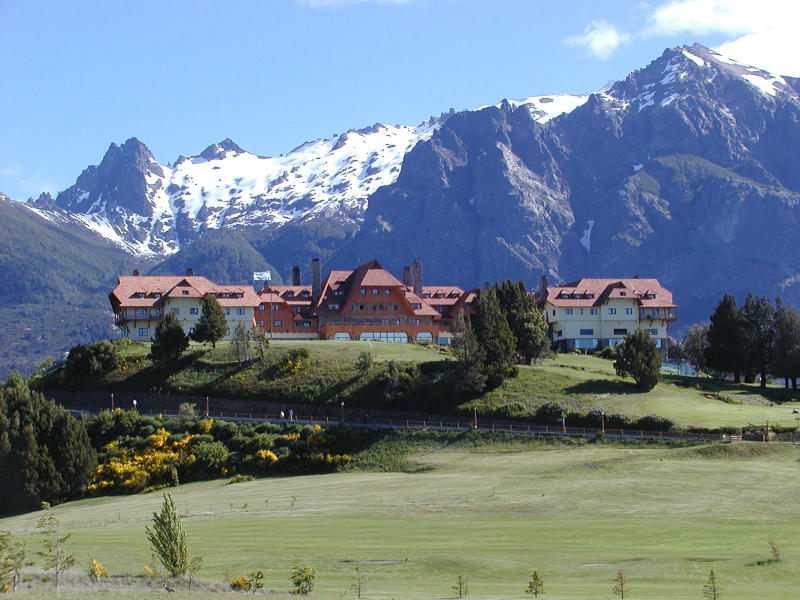
Hotel Llao Llao a Bariloche.

Il Río Negro è una provincia argentina situata in Patagonia, nella parte meridionale del Paese.
Confina a nord con la provincia di La Pampa, a est con quella di Buenos Aires a sud con quella di Chubut e a ovest con la provincia di Neuquén, a ovest la Cordigliera delle Ande la separa inoltre dalla Repubblica del Cile e in senso W-E. L'Oceano Atlantico, compreso nel suo settore, viene chiamato Mare Argentino.
Questa provincia argentina è attraversata da ovest a est, dalle Ande fino al Mare Argentino, da due grandi fiumi: il Colorado a nord e il Rio Negro al centro sud.
La valle del Río Negro è molto fertile ed è caratterizzata dalle fattorie popolate da oriundi italiani e di altre parti d'Europa, come nelle città di Villa Regina, General Roca, Cipolletti, eccetera che dal novecento coltivano intensivamente eccellenti mele e pere, e in minori misura viti, con produzione di buoni vini. Nelle valli montagnose sono prodotte eccellenti birre artigianali.
Questa provincia è sede di zone turistiche molto belle e differenziate, tra le quali quella andina, incentrata nel Parco nazionale Nahuel Huapi, e la zona del Mare Argentino con il pittoresco stabilimento balneare di Las Grutas. A relativa poca distanza questa località si trova, nel golfo di San Matías lo stabilimento balneare El Cóndor, dove è possibile visitare la colonia di pappagalli più grande del mondo.

## Dipartimenti
La provincia è divisa in 13 dipartimenti:
1. Adolfo Alsina (Viedma)
2. Avellaneda (Choele Choel)
3. Bariloche (San Carlos de Bariloche)
4. Conesa (General Conesa)
5. El Cuy (El Cuy)
6. General Roca (General Roca)
7. Nueve de Julio (Sierra Colorada)
8. Ñorquincó (Ñorquincó)
9. Pichi Mahuida (Río Colorado)
10. Pilcaniyeu (Pilcaniyeu)
11. San Antonio (San Antonio Oeste)
12. Valcheta (Valcheta)
13. Veinticinco de Mayo (Maquinchao)

Ogni dipartimento è composto da comuni (municipios), i cui governi sono eletti dalla popolazione, e da comisiones de fomento, dove le autorità competenti sono nominate dal governo della Provincia.